# Franșiză
Franșiza reprezintă partea din valoarea daunei suportată de asigurat pentru fiecare eveniment. Aceasta poate fi stabilită ca sumă fixă sau ca un procent din suma asigurată. Franșiza se stabilește si se consemnează în polița de asigurare în aceeași valută ca și suma asigurată.